# 왈리드 비다니
왈리드 비다니(아랍어: وليد بيداني,‎ 1994년 6월 11일~)는 알제리의 역도 선수이다. 알제리 국가대표 선수로서 올림픽에 4회(2012, 2016, 2020, 2024) 참가했다.